# 브리스틀 럭비
브리스틀 럭비 풋볼 클럽(Bristol Rugby)은 1888년 창단한 잉글랜드 브리스틀의 프로 럭비 팀이다. 홈구장은 메모리얼 스타디움이며 현재 RFU 챔피언십에 참가하고 있다.

## 우승
- 앵글로 웰시 컵 - 우승 - 1회(존 플레이어 컵 1983)
  - 준우승 - 3회(존 플레이어 컵/필킹턴 컵 1973, 1984, 1988)
- EDF 에너지 컵 - 우승 - 1회(파워젠 실드 2004)
- RFU 챔피언십 - 우승 - 2회(얼라이드 던바 프리미어십 투 1998-99, 내셔널 디비전 원 2004-05)